# Gai Meni (pretor)
Gai Meni (en llatí: Caius Maenius) va ser un magistrat romà. Formava part de la gens Mènia, una gens romana d'origen plebeu.
Va ser pretor l'any 180 aC i va rebre Sardenya com a província. Durant el seu mandat se li va encarregar que examinés tots els casos d'enverinament que havien estat denunciats a 20 milles a l'entorn de la ciutat. Després de condemnar a tres mil persones, encara en va trobar tants que eren culpables que va escriure al senat afirmant que havia d'abandonar la investigació o la província.